# 팔리아치

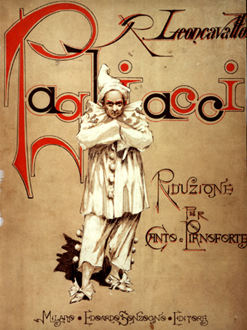

팔리아치(이탈리아어: Pagliacci)는 루제로 레온카발로가 작곡한 2막의 오페라이다. 한 콤메디아 델라르테 흥행단의 질투에 가득찬 남편의 비극이 주된 줄거리이다. 팔리아치는 1892년 밀라노에서 초연되었으며, 레온카발로의 유일하게 성공을 거둔 오페라이다. 1893년 이후로 이 오페라는 소위 "카브와 파브"라 피에트로 마스카니의 《카발레리아 루스티카나》와 항상 더불어 공연되었다. 제목이 때때로 I pagliacci이라 부정확하게 언급된다. 팔리아치는 Opera America에 따르면 북미에서 14번째로 가장 많이 공연되는 작품이라 한다.

## 역사
1890년경 마스카니의 《카발레리아 루스티카나》가 초연되었을 때, 레온카발로는 거의 무명의 작곡가였다. 마스카니의 성공을 목격한 후, 그는 비슷한 오페라를 작곡하기로 결심한다. 카발레리아 루스티카나는 베리스모 스타일로 1막 길이였다. 오늘날 대부분의 비평가는 팔리아치의 대본이 Catulle Mendès의 1887년 연극인 La Femme de Tabarin에서 영감을 얻었다고 말한다. 레온카발로는 그 연극의 초연당시 파리에서 살았는데, 레온카발로가 이 연극을 보았을 가능성이 높다고 한다.
그러나 레온카발로는 이 오페라의 줄거리는 그가 어린 시절 목격한 실화에 기초했다고 주장했다. 그는 한 하인이 자신을 코메디아 공연에 데리고 갔고, 오페라 속의 사건이 실제로 일어났다고 주장하였다. 그는 또한 재판관이었던 그의 아버지가 범죄 수사를 이끌었고, 레온카발로는 이 주장을 입증할 만한 문서를 가지고있다고 주장했다. 이 증거는 나타나지 않았고, 대부분의 비평가들은 레온카발로가 이 오페라를 좀 더 현실적으로 보이도록 노력했다고 생각한다.
팔리아치는 즉각적인 성공을 거뒀고, 오늘날에도 인기있는 오페라가 되었다. 팔리아치는 오페라의 가장 유명하고 인기있는 아리아 중의 하나인, Recitar! ... Vesti la giubba. (공연을 올려라! 의상을 입어라)를 포함한다. 엔리코 카루소의 이 아리아 녹음은 세계 최초로 백만 장의 음반이 팔렸다.1907년에 팔리아치는 처음으로 전곡이 녹음되는 오페라였다.

## 주요 배역
- 카니오 - 흥행단의 우두머리; 팔리아치오역 (테너)
- 네다 - 카니오의 아내; 콜롬비아나 (소프라노)
- 토니오 - 어릿광대; 타데오 (바리톤)
- 베페 - 배우; 아르레치노 (테너)
- 실비오 - 마을 주민, 네다의 정부 (바리톤)
- 마을 주민의 합창

## 관현악 구성
- 목관악기: 피콜로, 플루트2, 오보에2, 잉글리시 호른, 클라리넷2, 베이스 클라리넷, 바순3
- 금관악기: 호른4, 트럼펫3, 트롬본3, 튜바
- 타악기: 팀파니, 튜블러 벨, 글로켄슈필, 트라이앵글, 심벌즈, 큰북
- 현악기: 하프2, 현악 5부
- 무대 위: 바이올린, 오보에, 트럼펫, 큰북

## 줄거리
이야기의 설정은 1865년과 1870년 사이, 성모 대축일(8월 15일)에  칼라브리아의 몬탈토우푸고이다.

### 서막
전주곡이 울리는 동안 무대의 커튼이 오른다. 2번째 커튼 뒤로 토니오가 그의 코메디아 역할인 타데오로 분장하여 관객들에게 소개한다. (Si può?... Si può?... Signore! Signori!) 그는 관객들에게 배우들도 감정을 느낀고 이 공연은 실존 인물에 관한 이야기라 환기한다.

### 1막
정오 3시에 콤메디아 흥행단이 마을로 들어서고, 마을 주민들은 환호성을 지른다. 카니오는 그날밤의 공연인 "팔리아치쵸의 문제"에 대해 설명한다. 네다는 마차에서 내리자, 토니오는 그녀에게 손을 내밀지만, 카니오가 그를 옆으로 밀치고, 네다가 내려오게 도와준다. 마을 주민들은 선술집에서 술마실 것을 제안한다. 카니오와 베페는 받아들이지만, 토니오는 뒤에 남는다. 마을 주민들은 토니오가 네다와 바람 필 궁리를 한다고 카니오를 약올린다. 카니오는 모두에게 그가 연극에서 바보같은 남편역을 맡지만, 실제로 다른 남자가 네다에게 접근하면 가만놔두지 않을 것이라 경고한다. 그에 충격을 받고 한 마을 주민이 만약 카니오가 네다를 진실로 의심하는지 질문한다. 카니오는 아니라 답하고, 네다의 이마에 부드럽게 입맞춤한다. 교회종이 예배를 위해 울리자, 카니오와 베페는 선술집을 향해 떠나고, 네다는 홀로 남는다.
네다는 실은 카니오를 속이고 바람피고 있어서 카니오의 격렬함에 겁을 먹지만, 새노래 소리가 그녀의 마음을 편안하게 한다. 토니오가 돌아와 네다에게 사랑의 고백을 하지만, 네다는 비웃는다. 이에 분노한 토니오는 그녀를 붙잡으려고 하지만, 네다는 따귀를 내리치고, 그를 때려서 쫓아보낸다. 네다의 연인인 실비오는 선술집에서 카니오와 베페가 술을 마실 때 나서서, 네다를 찾아온다. 그는 네다에게 공연 후 그와 함께 도망치자고 요청한다. 네다는 두렵긴 하지만, 승낙한다. 이를 엿듣던 토니오는 카니오에게 알려주러 자리를 뜬다. 그들이 돌아온 후, 실비오는 도망치고, 네다는 그에게 "나는 항상 당신의 것이다'라고 외친다.
카니오는 실비오를 쫓지만, 그를 붙잡지 못하고 얼굴도 보지 못한다. 그는 네다에게 연인의 이름을 댈 것을 요구하지만, 그녀는 거절한다. 카니오는 칼로 네다를 위협하나, 베페가 그를 말린다. 베페는 그들은 공연을 준비해야한다고 주장한다. 토니오는 카니오에게 그녀의 연인이 확실히 그 공연에 나타날 것이라 말한다. 카니오는 홀로 남아서 의상을 입고, 관객을 웃길 준비를 한다. (Vesti la giubba)

### 2막
군중이 몰리자 컬럼비나 의상을 입은 네다가 돈을 수금한다. 그녀는 실비오에게 경고의 휘파람을 불고, 군중은 연극이 시작되자 환호한다.
컬럼비나의 남편인 팔리아쵸는 아침까지 멀리 나가있고, 타데오는 시장에 있다. 콜럼비나는 그녀의 연인인 아르레치노를 불안하게 기다리고, 곧 그녀의 집 창문 아래서 콜럼피아나를 향해 세레나데를 부른다. 타데오가 돌아와 컬럼비나에게 사랑을 고백하지만, 그녀는 타데오를 조롱하고 창문을 통해 아르레치노를 들여보낸다. 그는 타데오의 귀에 강타를 날리고, 방에서 내쫓자 관객들은 웃는다.
아르레치노와 컬럼비나가 저녁식사를 하고, 그는 잠잘 자리를 얘기한다. 팔리아초가 돌아올 때, 그녀는 남편에게 약을 먹이고, 아르레치오와 도망갈 계획을 세운다. 타데오가 불쑥 들어와 경고하자, 팔리아쵸는 그의 아내를 의심하며 막 돌아가려고 한다. 아르레치노가 창문을 통해 도망가자 컬럼비나는 그에게 "나는 항상 당신의 것이다"라고 말한다.
카니오가 무대에 등장하여, 네다의 대사를 듣고, "신의 이름으로! 그것과 같은 말이구나!"라고 외친다. 그는 연극을 지속하려 노력하지만, 자제심을 잃고 그녀의 연인의 이름을 말하라고 주장한다. 공연을 지속하길 원하는 네다는 카니오에게 팔리아쵸라고 말하지만, 카니오는 자신은 광대가 아니고 그녀를 진심으로 사랑한다고 말한다. (No! Pagliaccio non son!) 군중은 카니오의 감정적인 연기에 감명받고, 그에게 환호를 보낸다.
네다는 다시 공연을 지속하려 노력하여, 그의 연인은 아르레치노라 말한다. 분노한 카니오는 이름을 대든지, 그녀의 목숨을 걸 것을 요구하자, 네다는 자신은 절대로 그 이름을 말하지 않으리라 맹세한다. 관중들은 그들이 연기하는 것이 아니란 것을 깨닫게 된다. 실비오는 무대로 나와 싸우려고 한다. 카니오는 탁자에서 칼을 거머쥐고, 네다를 찌른다. 그녀가 죽으면서 "도와줘, 실비오"라고 외친다. 카니오는 실비오도 찌르고 "연극은 이제 끝났다"라 외친다.
오페라의 마지막 대사인 "연극은 이제 끝났다 (La commedia e finita!)"라는 대사는 요즘은 거의 카니오에 의해 드라마틱 하게 불러지지만,
R. Leoncavallo 의 초판을 발행한 Casa musicale Sonzogno 버전에서는 토니오에게 주어진다.
보통 피아노반주의 스코어는 카니오에 의해 불리지만, 지휘자 총보에서는 어느 버전 할 것 없이 토니오에게 주어진다.

## 유명한 아리아들
- 서막 "Si può? Signore! Signori!"(토니오)
- "Un tal gioco"(카니오)
- "Stridono lassu"(네다)
- "Nedda! Silvio, a Quest'ora"(실비오, 네다)
- "Vesti la giubba"(카니오)
- "Ohe! Ohe! Presto!"(합창)
- "O Colombina"(베페)
- "No, Pagliaccio Non Son"(카니오)

## 음악 듣기
- Vesti La Giubba - 팔리아치에서 발췌, 엔리코 카루소 노래, 1907년 3월 17일 녹음
- No Pagliaccio non son - 팔리아치에서 발췌, 엔리코 카루소 노래